# NWA Mexican Lightweight Championship
O NWA Mexican Lightweight Championship é um título de wrestling profissional da NWA México. O atual campeão é Turbo.

## História
O título foi criado em 1 de novembro de 2008, somente após a criação do NWA México.
Skayde tornou-se um primeiro campeão depois de bater Turbo e Trauma II.

## Lista de campeões
| Lutador: | Reinos: | Data:                 | Local:           | Notas:                    |       |
| -------- | ------- | --------------------- | ---------------- | ------------------------- | ----- |
| Skayde   | 1       | 1 de novembro de 2008 | Cidade do México | Venceu Turbo e Trauma II. | [ 1 ] |
| Turbo    | 1       | 1 de março de 2009    | Cidade do México | Venceu Skayde.            |       |